# 切斯特市政廳
切斯特市政廳（英語：Chester Town Hall）是英國英格蘭柴郡城市切斯特的市政廳，位於市中心的北門街。這座建築被列入英格蘭國家遺產列表及英國的II*級登錄建築。

## 歷史
1698年，一座交易所改建為切斯特市政府的辦公場所，但在1862年，這座建築被大火燒毀。此後切斯特舉辦了新市政廳的設計競標，並由來自貝爾法斯特的威廉·亨利·林恩的方案中選。這座建築耗資4萬英鎊（相當於2021年的3,930,000英鎊）。切斯特市政廳在1869年10月15日由威爾斯親王（後來的愛德華七世）及時任英國首相威廉·格萊斯頓揭幕。1897年3月27日，二層的議會廳被大火燒毀。其在翌年由托馬斯·米金·洛克伍德修復。1979年，市政廳的高塔上安裝了三面時鐘，但西面並未安裝時鐘。2018年6月14日，伊麗莎白二世在薩塞克斯公爵夫人梅根的陪同下訪問柴郡時參觀了市政廳，並在這裡用了午餐。

## 建築

### 外觀
切斯特市政廳使用了帶狀粉色和米色砂岩建造，屋頂則是灰綠色石板建造。這座建築近乎對稱，有十個隔間，外觀是哥德復興式建築，並將13世紀後期的哥特式建築特徵融入現代用途。中央的兩個隔間上方是高塔，其高度有160英尺（49）。切斯特市政廳擁有一個半地下層、兩層主樓層和一個閣樓。走廊上方有四座巴斯岩雕塑，描繪了這座城市的歷史。

### 內部

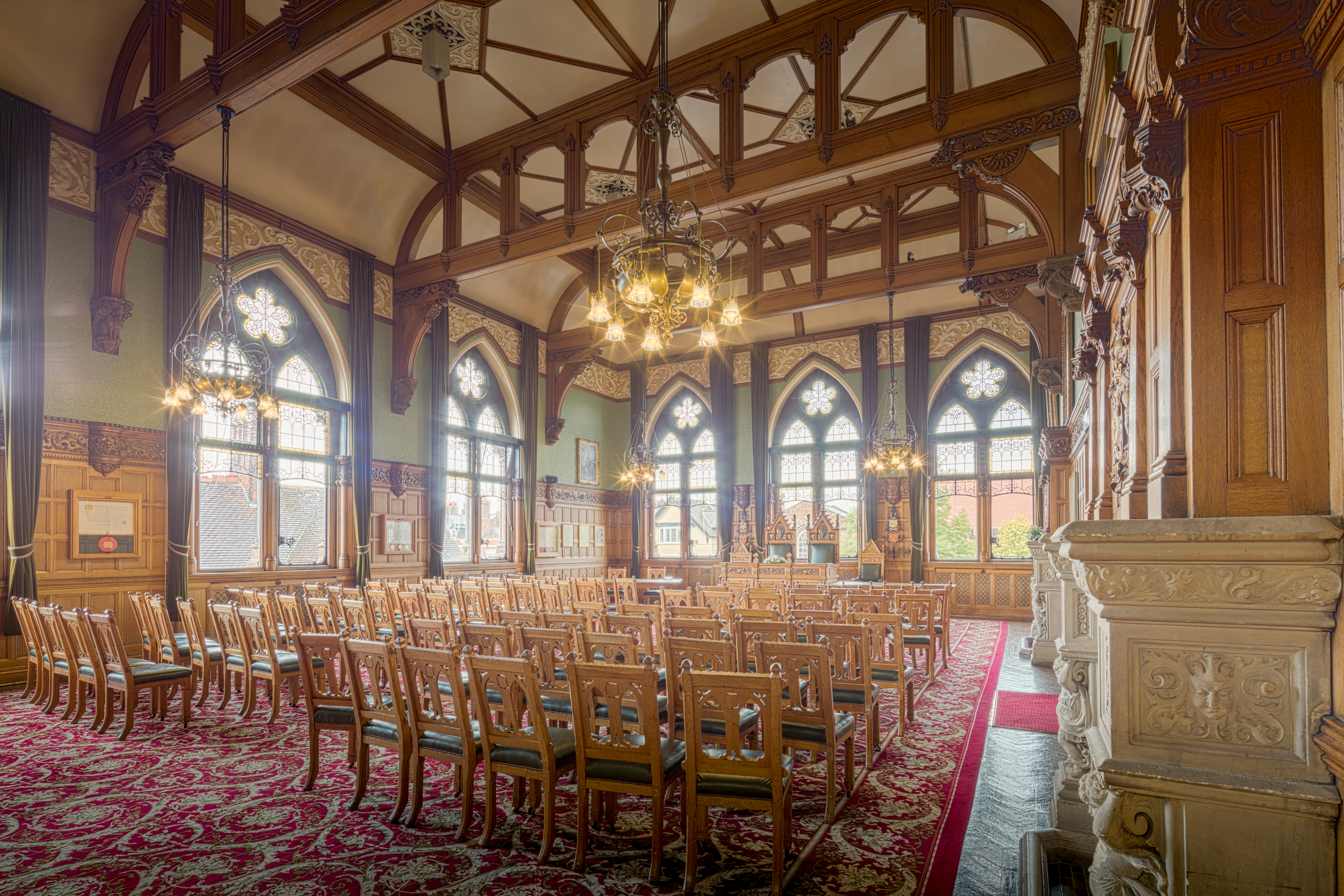
議會會議廳

市政廳的入口直通等候廳。此外會議室、法庭等房間亦位於一層。等候廳的大門兩側是喬治五世和霍雷肖·洛伊德爵士（Sir Horatio Lloyd）的半身像。大廳內還有三座雕像，包括黑太子愛德華在1354年授予切斯特城市特權，以及1506年亨利七世在切斯特設郡。會議廳外側是戰爭紀念碑，紀念第一次世界大戰中犧牲的768位切斯特市民。會議廳也是切斯特市政廳最大的房間。樓梯上是維多利亞時代的花窗玻璃，描繪七位諾曼人切斯特伯爵。
二層是議會會堂、市長室、委員室和成員室等房間。議會廳在經過1897年的大火後重建。市長室由市長廳和女市長廳構成。委員室的面板上記載有1238年之後的切斯特市長、1836年後的警長、1070年後的伯爵。

## 現在的用途
切斯特市議會的大部分工作性質都在相鄰的建築內進行。市政廳建築則是該市公民政府的象徵。市政廳的眾多房間可以租用，大廳亦可用來舉辦婚禮。

## 外部連結
- 维基共享资源上的相關多媒體資源：切斯特市政廳
- Chester Tourist （页面存档备份，存于）